# Nælde-familien
Nælde-familien (Urticaceae) er meget variabel, men alle arter har stilkede blade. Blomsterne er samlet i forgrenede klaser. De enkelte blomster er 4-tallige og meget små. Alle har vindbestøvning. Her nævnes kun de slægter, som er repræsenteret ved arter, der er vildtvoksende i Danmark, eller som dyrkes her.
| Slægter |

- Husfred-slægten (Soleirolia)
- Nælde (Urtica)
- Pilea
- Springknap (Parietaria)